# Fire + Ice
Fire & Ice  je leta 1991 ustanovljena angleška  neofolk glasbena skupina Iana Reada. Ian Read je z Fire & Ice sodeloval z Death in June,  Sol Invictus, Blood Axis, Sonne Hagal in skupaj z ostalimi neofolk glasbeniki je posnel spominsko ploščo Forseti Lebt za  Forseti. 
Glasba Fire & Ice se pogosto navezuje na  poganstvo, skandinavsko mitologijo, magijo, ezoteriko in okultizem ter rune. 

## Diskografija
- CD Gilded by the Sun (1992)
- VHS Live tt Hammersmith (1992)
- CD-Single Blood on the Snow (1993)
- CD Hollow Ways (1994; 2006 wiederveröffentlicht)
- Live-CD mit Charlie MacGowan California Daze (1994)
- CD Midwinter Fires (1995)
- VHS Live At The Hollywood Moguls (1995)
- CD Rûna (1996)
- 7" Reyn Again (1996)
- CD Seasons of Ice (1998)
- Compilation-CD The Pact: Flying in the Face... (2000)
- Compilation-CD The Pact: ...of the Gods (2000)
- CD Birdking (2000)
- Split-7" mit Death in June We Said Destroy (2000)
- Compilation-CD Tyr II (2004)
- CD & LP Fractured Man (2012)